# 651370 Kolen
651370 Kolen este o planetă minoră (asteroid) din centura de asteroizi. A fost descoperită pe 13 decembrie 2012 la Piszkéstetői Obszervatórium⁠(d) de Krisztián Sárneczky⁠(d). 
Obiectul prezintă o orbită caracterizată de o semiaxă mare de 3,0599191064031 UAi, o excentricitate de 0,15947441838738, o înclinație de 11,247457945702 ° în raport cu ecliptica.